# سنگ سرپوش

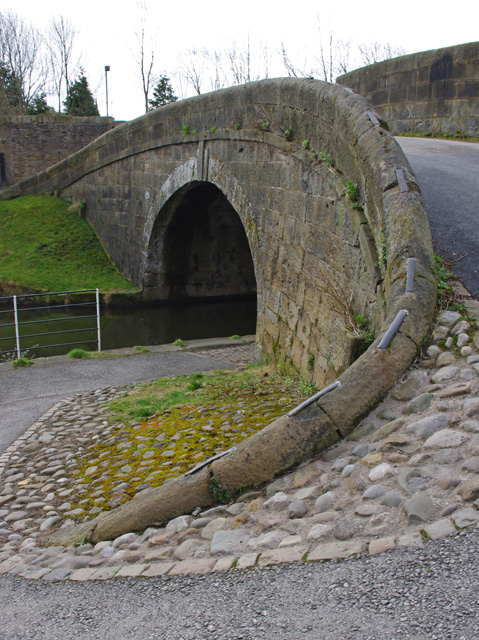
سنگ سرپوش‌هایی بر روی یک پل که با منگنه‌های فلزی بزرگ به هم متصل شده‌اند

سنگ سرپوش (انگلیسی: Coping) نوعی سرپوش یا درپوش در بخشی از پل، دیوار یا سازه است که معمولاً از یک جهت شیب‌دار یا به تعبیری «یک‌سو فراخ» است.